# Meenangadi
Meenangadi (em malaiala: മീനങ്ങാടി; romaniz.: Mīnaṇṇoṭi) é uma aldeia (especificamente, uma gram panchayat) em Wayanad, Kerala, limítrofe com Kalpetta e Ambalavayal.
Meenangadi é um dos centros econômicos, industriais e culturais de Wayanad, além de religiosos, visto que a cidade tem tanto um importante templo hindu a Matsya como uma importante igreja da Igreja Síria Jacobita Cristã, dedicada a São Pedro, o Apóstolo. Em 2016, foi sede do primeiro projeto de neutralidade de carbono de Kerala.